# Рока Бернарда
Рока Бернарда (итал. Roccabernarda) је насеље у Италији у округу Кротоне, региону Калабрија.
Према процени из 2011. у насељу је живело 3316 становника. Насеље се налази на надморској висини од 147 м.

## Становништво
Према резултатима пописа становништва 2011. у општини је живело 3.467 становника.
| 1931. | 1936. | 1951. | 1961. | 1971. | 1981. | 1991. | 2001. | 2011. |
| ----- | ----- | ----- | ----- | ----- | ----- | ----- | ----- | ----- |
| 2.012 | 2.153 | 2.871 | 3.459 | 3.560 | 3.742 | 3.874 | 3.385 | 3.467 |